# 카스텔베키오 (베로나)

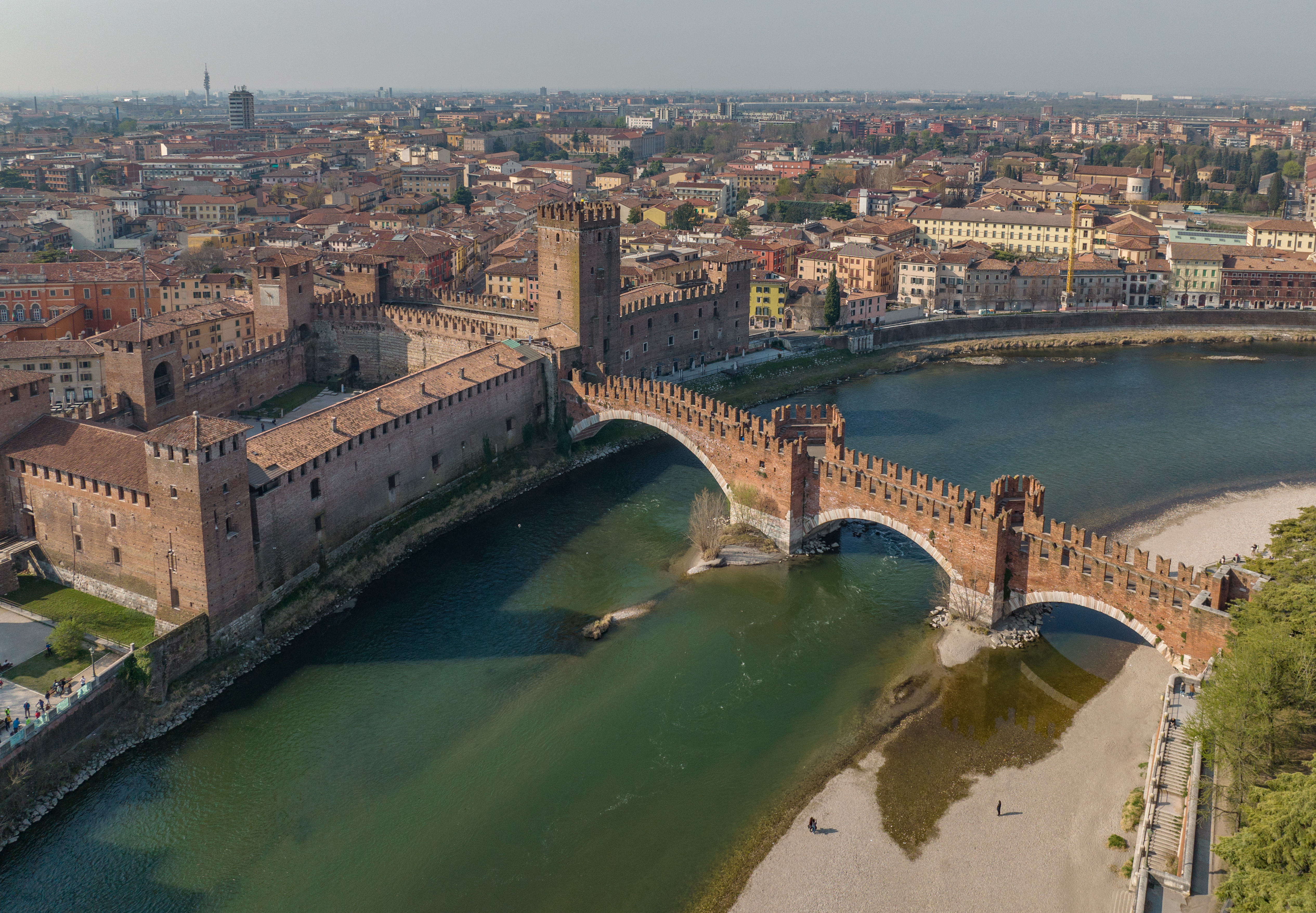
카스텔베키오 성과 카스텔베키오 교

카스텔베키오(이탈리아어: Castelvecchio)는 이탈리아 북부 베로나에 있는 성이다. 1354년에서 1376년 사이에 지어졌으며 중세시대 때 도시를 통치했던 스칼리체르 왕조의 가장 중요한 군사건축물이다. 카스텔베키오는 이탈리아어로 오래된 성을 의미한다.
성의 외관은 장식이 거의 없으며 크기는 작지만 단단한 모습을 보인다. 또한 카스텔베키오는 붉은 벽돌로 지어진 하나의 정사각형 형태를 띠고 있으며 고딕 건축의 대표적인 건축물 중 하나이다. 성벽은 성과 다리의 벽을 따라 이어져 M자 모양을 하고 있다. 성 내부에는 카스텔베키오 박물관이 있다.

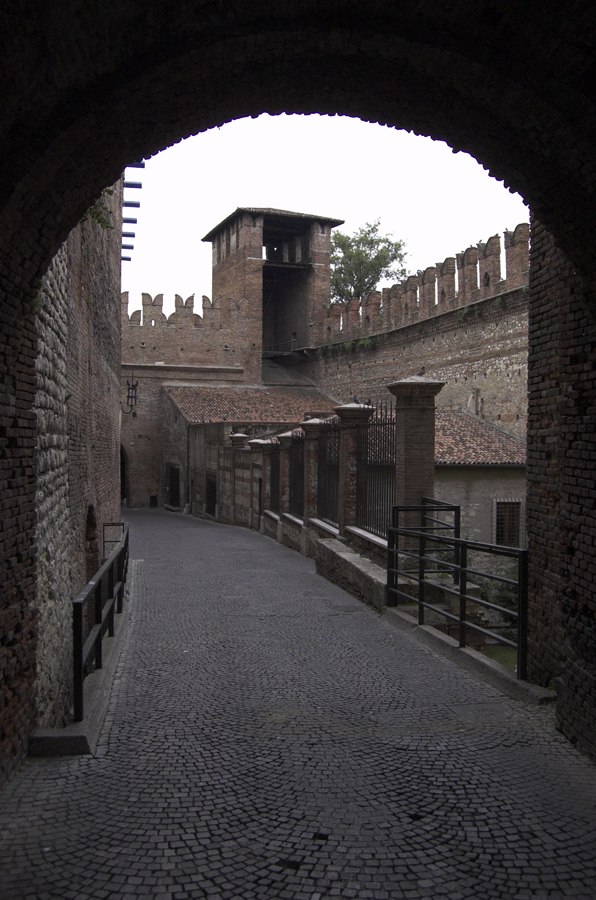
성의 내부

## 같이 보기
- 카스텔베키오 교